# Passiflora altebilobata
Passiflora altebilobata är en passionsblomsväxtart som beskrevs av William Botting Hemsley. Passiflora altebilobata ingår i släktet passionsblommor, och familjen passionsblomsväxter. Inga underarter finns listade i Catalogue of Life.